# Вараксіно (Зав'яловський район)
Вара́ксіно (рос. Вараксино) — село (колишнє селище) в Зав'яловському районі Удмуртії, Росія.
Знаходиться на північно-західній околиці Іжевська. З'єднане з Іжевськом декількома автобусними маршрутами.
Населення — 2612 осіб (2010; 2452 в 2002).
Національний склад станом на 2002 рік:
- росіяни — 63 %